# Hey oh
Singles de Tragédie
Sexy pour moi
(2004)
Pistes de Tragédie
Ma Ville
(3) Rendre le dernier effort
(5)
Hey Oh est une chanson du duo nantais Tragédie en septembre 2003. Il s'agit du premier single extrait de leur premier album studio Tragédie (2003). La chanson a rencontré un grand succès en France et en Belgique (Wallonie), atteignant la première place dans ces deux pays francophones.

## Liste des pistes
- CD single

1. Hey Oh (radio edit) — 3:32
2. Hey Oh (original mix) — 4:22

- 7" maxi

1. Hey Oh (radio edit) — 3:32
2. Hey Oh (original mix) — 4:22

- Téléchargement numérique

1. Hey Oh (radio edit)
2. Hey Oh (part II)
3. Hey Oh (live)

## Performance dans les hit-parades
| Classement (2003-2004)                  | Meilleure position |
| --------------------------------------- | ------------------ |
| France (SNEP)                           | 1                  |
| Belgique (Wallonie Ultratop 50 Singles) | 1                  |
| Suisse (Schweizer Hitparade)            | 5                  |

| Classement (2003)                     | Position |
| ------------------------------------- | -------- |
| Belgique (Wallonie) Classement single | 16       |
| France Classement single              | 2        |
| Suisse Classement single              | 63       |
| Classement (2004)                     | Position |
| Belgique (Wallonie) Classement single | 52       |
| Suisse Classement single              | 79       |

### Certifications
| Pays     | Certification | Date             | Ventes certifiés | Ventes physique |
| -------- | ------------- | ---------------- | ---------------- | --------------- |
| Belgique | Platine       | 7 février 2004   | 40 000           |                 |
| France   | Platine       | 18 décembre 2003 | 500 000          | 656 000         |